# 王集乡 (夏邑县)
王集乡，是中华人民共和国河南省商丘市夏邑县下辖的一个乡镇级行政单位。

## 行政区划
王集乡下辖以下地区：
刘楼村、草场村、樊楼村、祝庄村、祝口村、盛庄村、孙庄村、集西村、集东村、柏树元村、韩庙村、张楼村、周庄村、彭井村、毛楼村、朱庄村、陆阁村、陈庄村、班庄村、前老家村、后老家村、彭楼村、新庄村、高楼村、王庄村、刘寨村、司南村、司东村、司中村、司北村、司西村和丁梨元村。